# Zorislav
Zorislav je moško osebno ime.

## Izvor imena
Ime Zorislav je različica moškega osebnega imena Zoran.

## Pogostost imena
Po podatkih Statističnega urada Republike Slovenije je bilo na dan 31. decembra 2007 v Sloveniji število moških oseb z imenom Zorislav: 16.

## Osebni praznik
V koledarju je ime Zorislav skupaj z imenom Zoran.